# 2MASS J2126-8140
2MASS J21265040−8140293 или 2MASS J2126−8140 — экзопланета на орбите красного карлика TYC 9486-927-1 (2MASS J21252752-8138278).
Находится в 24,75 (± 4,25) парсеках от Солнца. Имеет как самый длинный (~1 млн лет) орбитальный период, так и самую широкую орбиту среди известных объектов планетной массы (> 4500 а. е.). По расчётной массе, возрасту, спектральному типу и Tэфф похожа на хорошо изученную планету Бета Живописца b.